# Camaridium insolitum
Camaridium insolitum là một loài thực vật có hoa trong họ Lan. Loài này được (Dressler) M.A.Blanco mô tả khoa học đầu tiên năm 2007.